# 新座市立図書館

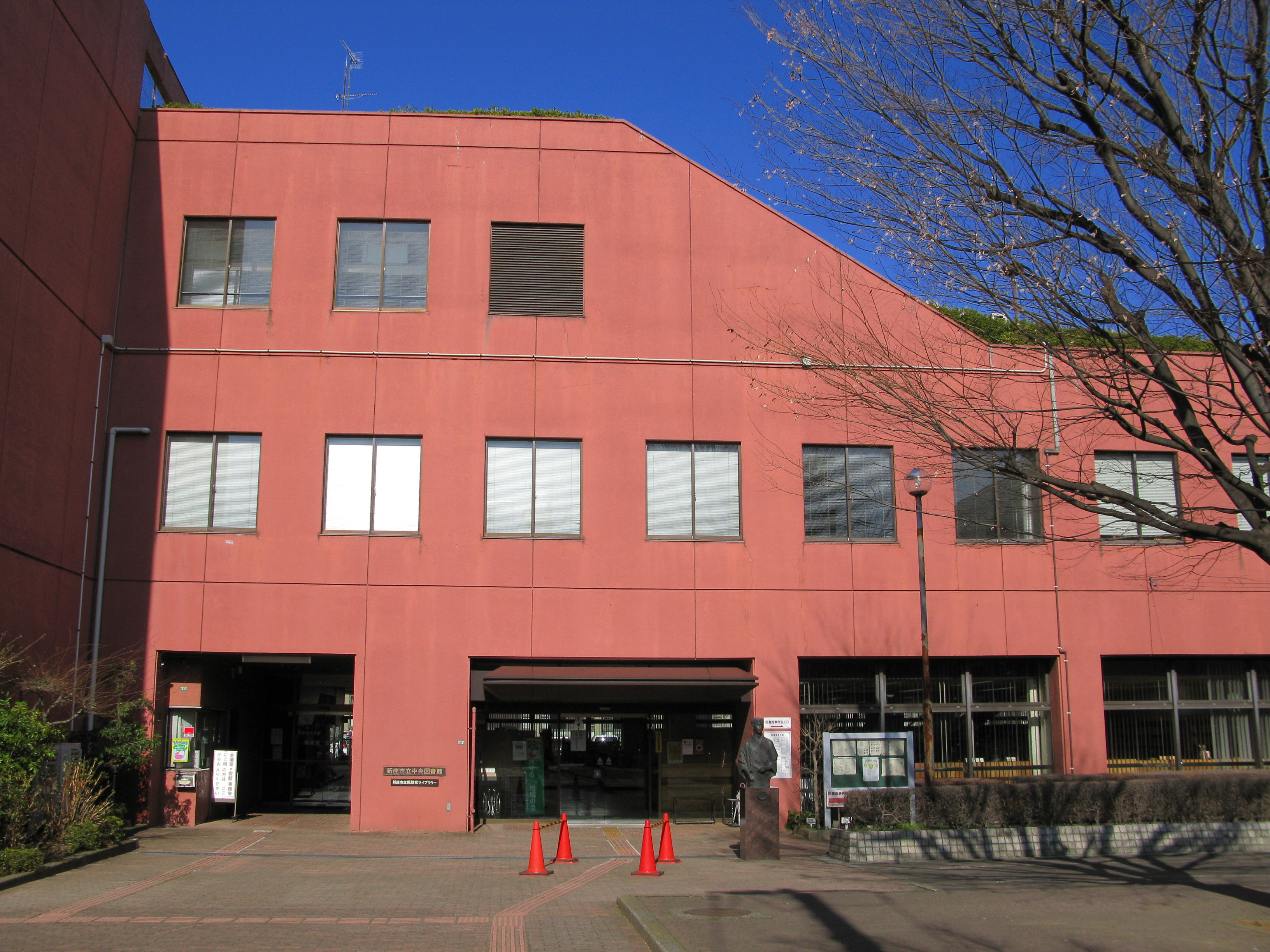
新座市立中央図書館

新座市立図書館（にいざしりつとしょかん）は、埼玉県新座市が設立・運営する公共図書館。

## 概要
以下の2つの図書館と6つの図書室によって構成される。
中央図書館（新座市野火止一丁目1番2号）
市役所、市民会館に隣接している。蔵書数 約138,000冊（平成22年4月現在）。
福祉の里図書館
新座市の複合施設「福祉の里」（http://www.city.niiza.lg.jp/map/fukushinosato-annai.html）に併設されている。
〒352-0013　新座市新塚一丁目4番5号
蔵書数（図書）     約　90,000冊　（平成22年4月現在）
にいざほっとぷらざ図書室
にいざほっとぷらざ図書室は、志木駅前にある公共施設「にいざほっとぷらざ」の生涯学習センター2階にある市立図書館（新座市生涯学習センター図書室）。
〒352-0001　新座市東北二丁目36番11号　にいざほっとぷらざ2階
蔵書数（図書） 約　49,000冊　（平成22年4月現在）
西堀・新堀コミュニティセンター図書室
〒352-0032　新座市新堀一丁目5番9号 西堀・新堀コミュニティセンター内
蔵書数（図書）     約　19,000冊　（平成22年4月現在）
栗原公民館図書室
〒352-0035　新座市栗原三丁目8番34号　栗原公民館内
蔵書数（図書）     約　21,000冊　（平成22年4月現在）
大和田公民館図書室
〒352-0004　新座市大和田一丁目26番16号 大和田公民館内
蔵書数（図書）     約　12,000冊　（平成22年4月現在）
中央公民館図書室
〒352-0024　新座市道場二丁目14番12号　中央公民館内
蔵書数（図書）     約　9,000冊　（平成22年4月現在）
新座団地図書室
〒352-0006　新座市新座三丁目3番16号
蔵書数（図書）     約　11,000冊　（平成22年4月現在）

## 沿革
- 1977年（昭和52年）4月1日 - 図書館開設準備室を設置。
- 1979年（昭和54年）3月20日 - 中央図書館新築工事完了。
- 1987年（昭和62年）5月 - 大和田公民館開館。大和田公民館図書室を図書館分館として開設。

## 広域利用
利用者カードは下記の資格があれば作成・利用できる
- 新座・朝霞・志木・和光市に在住、在勤、在学
- 三芳町、所沢市、練馬区、西東京市、清瀬市、東久留米市に在住